# Карпентер, Крис
Кристофер Джон Карпентер (англ. Christopher John Carpenter; родился 27 апреля 1975 года в городе Эксетер, Нью-Гэмпшир) — американский бейсболист, выступавший на позиции питчера.

## Карьера

### Торонто Блю Джейс
Дебют в МЛБ для Криса состоялся 12 мая 1997 года в поединке против «Миннесоты». Он вышел стартовым питчером, провёл три иннинга, пропустив в дом семь игроков, и был заменён Хаком Фленером. Игра закончилась, безутешно, проигрышем 2-12. В том же году провёл свою первую полную игру и сделал шатаут, в тот день были повержены «Анахаймские Ангелы» со счётом 2-0. Всего в первом сезоне Крис стартовал в 13 поединках и один раз вышел реливером, разница побед и поражений — 3-7, число ERA — 5,09.
В начале сезона 1998 года был помещён в состав реливеров и уже в мае возвращён в старт. Сезон провёл успешно, добившись 12 побед против 7 поражений и имея вполне сносное для молодого питчера число ERA, равное 4,37. Выступили «Торонто» в сезоне немногим лучше, чем в прошлом, а Крис стал вторым в команде по разнице побед и поражений и ERA после несравненного Роджера Клеменса.
Сезон 1999 года провёл на своём уровне, однако в 2000-м году снова наступил спад, и вновь несколько месяцев Крис провёл в буллпене. В то время прекрасный сезон проводил Дэвид Уэллс, а свой путь наверх пробивал будущая звезда Рой Холладей.
В 2001 году, Криса неплохо лихорадило. Имея в течение сезона разницу 7-4, он довёл её до 7-11, проиграв семь стартов подряд, а затем победил в четырёх, доведя победы-поражения до 11-11.
1 апреля 2002 года, Крис Карпентер вышел открывающим сезон в «Блю Джейс» в поединке против «Ред Сокс» на Фенуэйе. Старт получился провальным, Крис провёл всего 2,1 иннинга, пропустив в дом шестерых. Затем последовала травма, на горку он вернулся только в июне и сыграл всё лето, в августе будучи снова перемещённым в список травмированных. Торонто потерю питчера не заметила, в тот год блестящий сезон провёл Холладей, выиграв в 19 поединках и заработав ERA 2,93.
После окончания сезона Крис Карпентер стал свободным агентом.

### Сент-Луис Кардиналс
Перед сезоном 2003 года Крис подписал контракт с «Кардиналами», которые надеялись, что он будет готов играть уже летом, однако травма плечевого сустава заставила себя ждать целый год и на горке в форме «Сент-Луиса» Крис появился только в 2004 году.
Начал он с места в карьер, оказав помощь в победе в Национальной Лиге, однако очередная травма вынудила пропустить его Постсезон и, в частности, Мировую Серию, где «Кардиналы» всухую уступили «Ред Сокс» со счётом 0-4.
По-настоящему Крис заблистал в сезоне 2005 года, добившись выдающегося результата в 21 победу при всего лишь 5 поражениях и ERA, равным 2,83. При этом у Криса было семь полных игр и 4 шатаута. Неудивительно, что Крис начал в старте Матч Всех Звёзд и после сезона получил приз Сая Янга.
В сезоне 2006 Крис продолжил свою победную поступь, однако результат был чуть хуже, и в гонке за Сай Янг Эворд он финишировал третьим. Однако настоящее достижение было командным — Кардиналы выиграли Мировые Серии. Крис выиграл три и проиграл одну игру в Постсезоне, из них выиграв одну в Мировой Серии. После окончания сезона было объявлено, что с Карпентером подписан контракт на 65 млн. долларов сроком на пять лет.
В 2007 году Крис провёл всего одну игру, в стартовый день, проиграв «Метам», и был переведён в лист травмированных в связи с проблемами в локтевом суставе. Проблема оказалась серьёзнее, и Крису пришлось провести операцию, после которой он вернулся лишь середине 2008 года, и то всего на три старта.
После неутешительного старта сезона 2009, когда после первого своего матча Крис был снова возвращён в список травмированных, последовали настоящие подвиги. Возвращение было невероятным — в сезоне 2009 Карпентер выиграл 17 игр, проиграв в 4-х, имел потрясающее ERA, равное 2,24. При этом он имел один шатаут при трёх полных играх, стал питчером месяца в августе и финишировал вторым в голосовании на Сай Янг Эворд, опередив одноклубника Адама Уайнрайта и проиграв победителю, молодой звезде Тиму Линсекаму. Однако при этом он получил Камбэк Эворд в Национальной Лиге и Приз Тони Кониглиаро.
Крис стал лидером Сент-Луиса, и тем не удивителен его старт в седьмой игре Мировой Серии 2011 года, принёсший победу Кардиналам. Всего в той Серии Крис выиграл две игры из двух, а во всём Постсезоне имел четыре победы без поражений в шести стартах.
Однако сезон 2012 снова оказался пропущен, теперь из-за проблем с грудной клеткой, которые образовались из-за предыдущих травм. После операции в июне возвращение ожидалось в тренировочном лагере 2013 года, однако неожиданно для всех Крис смог восстановиться к концу сентября, выйдя 21-го числа на поединок против Кабс.

## Стиль подач
Набор подач Криса состоит из синкера (90-94 мили в час), каттера (87-90) и кёрвбола (74-77). Кёрвбол обычно используется при двух страйках. Также в коллекции подач присутствуют 4-seem фастбол и ченджап, используемые против леворуких бэттеров.

## Семья
Женат. Супруга Элисон, есть сын Сэм и дочь Ава.